# Renault Twizy
O Renault Twizy é um modelo de automóvel compacto urbano elétrico de dois lugares feito pela Renault. Sua venda começou em março de 2012, ao preço de € 6 990,00, atualmente o carro é produzido em Valladolid na Espanha. O Twizy tem cerca de 2 metros de comprimento e alcança uma velocidade máxima de 80 km/h.  O veículo também conta com motor elétrico.
Em 2015 a França liberou carteiras de motorista para adolescentes de no mínimo 14 anos que quisessem dirigir o Renault Twizy 45. O Twizy é um carro bem pequeno, menor do que os diminutos Smart e MINI. Porém os interessados precisariam conseguir um certificado de segurança, pois o Twizy se encaixa na categoria de quadriciclos motorizados leves.

## Conceito
No Salão do Automóvel de Frankfurt 2009, a Renault apresentou o prótotipo Twizy ZE que deu origem ao Twizy.

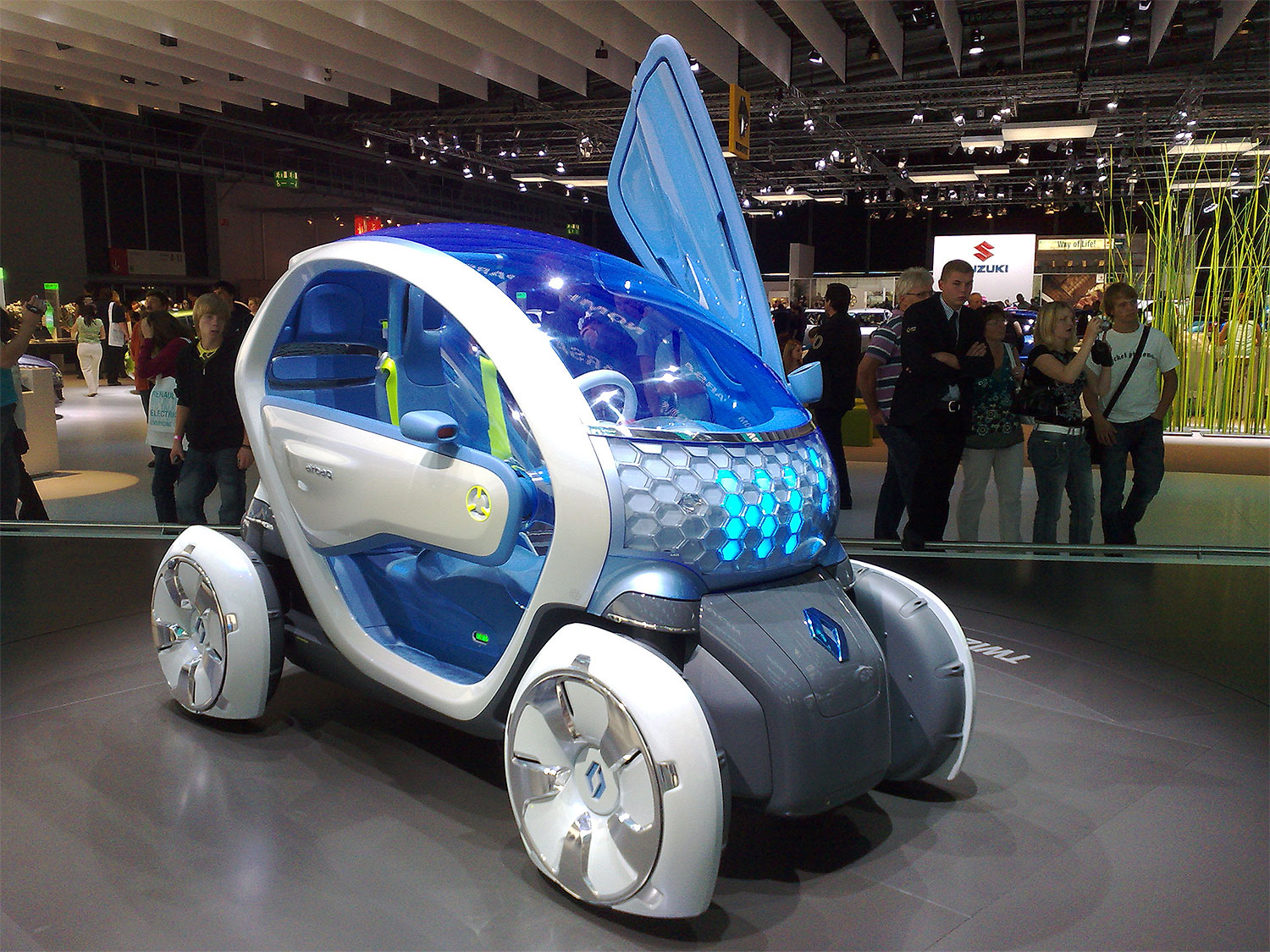
Renault Twizy Z.E. (2009)

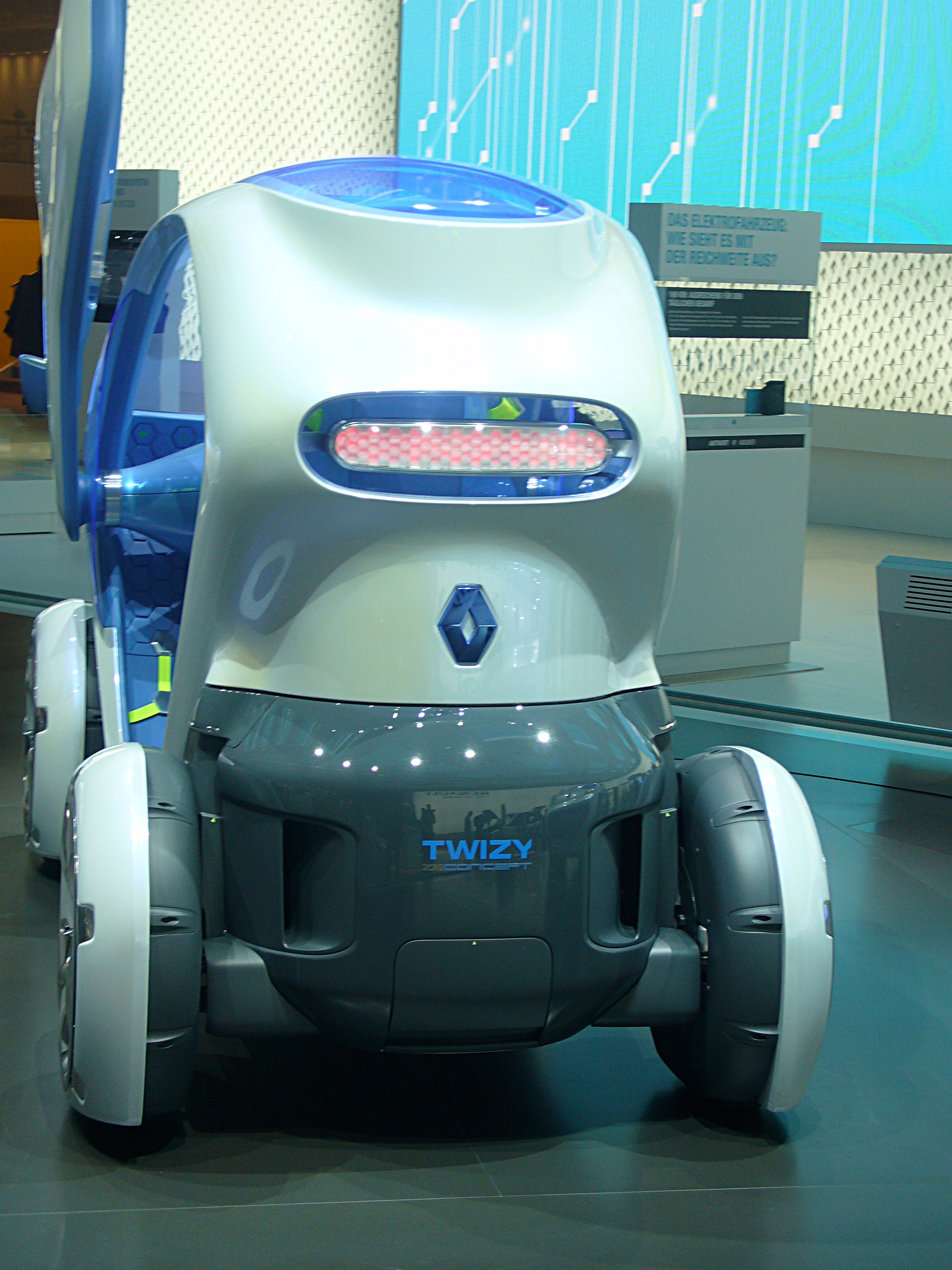
Renault Twizy Z.E (parte de trás)

## Galeria

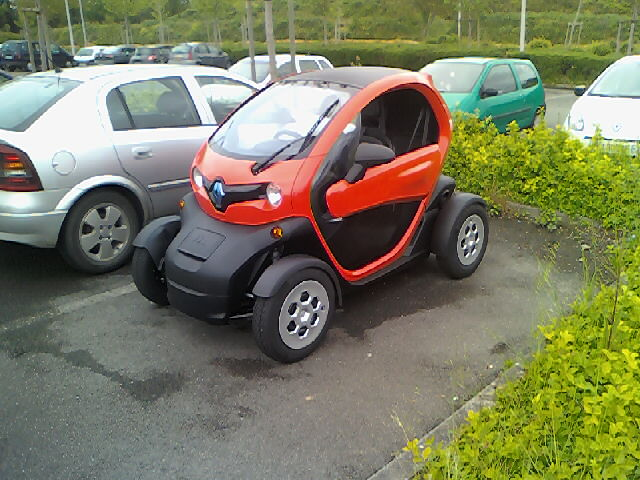
Renault Twizy estacionado.
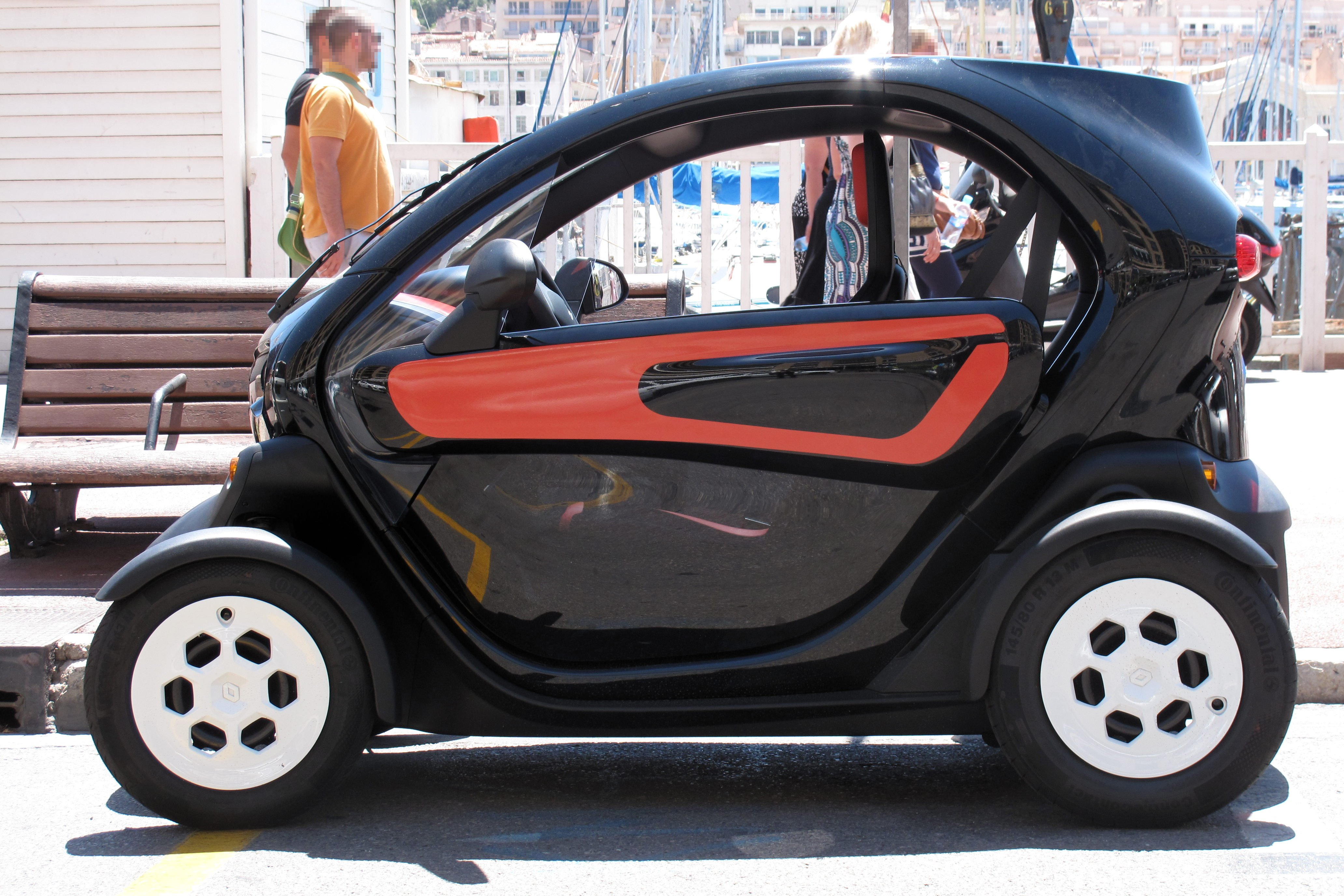
Vista lateral.
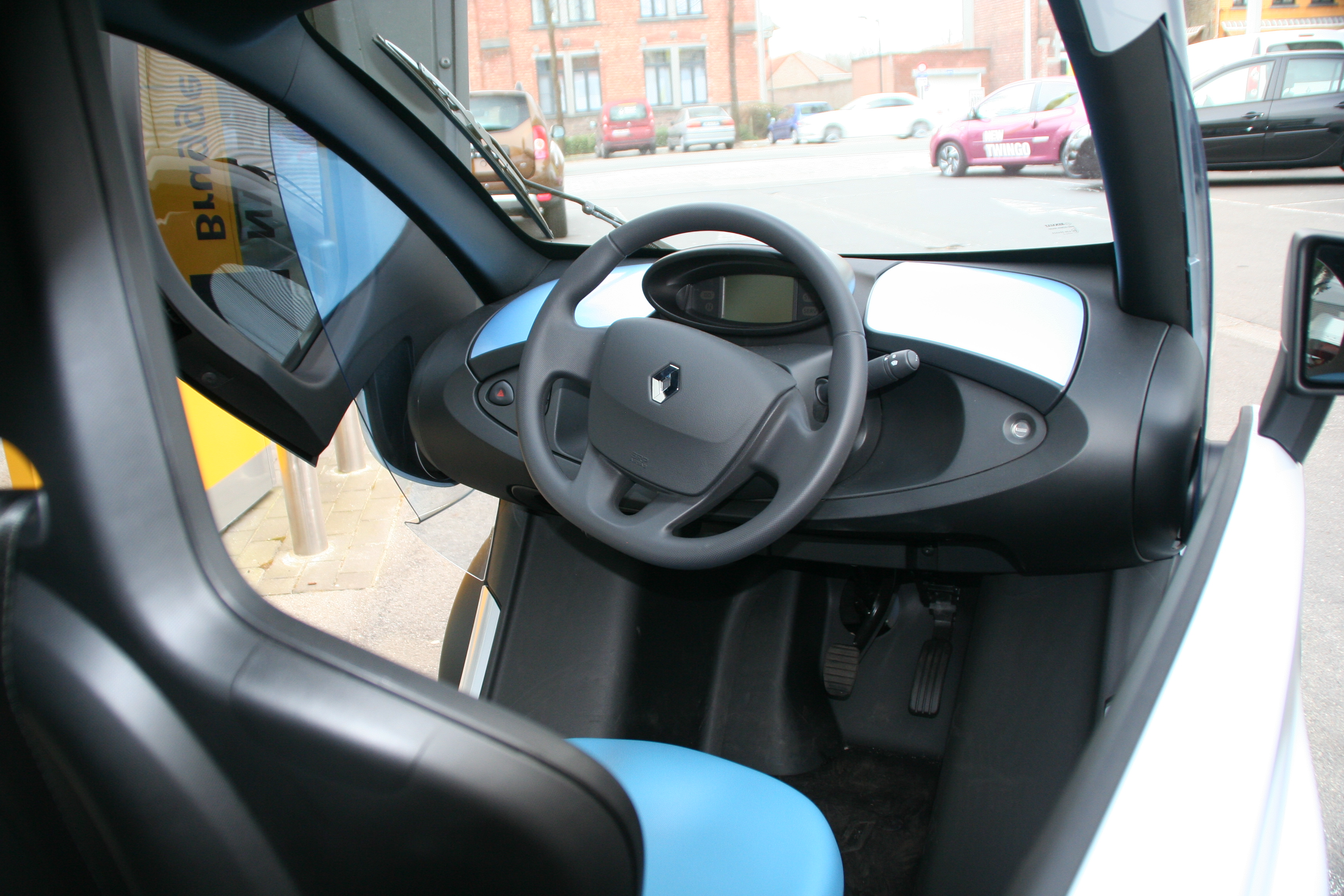
Interior do veículo.